# Dlouhá cesta (Praha)
Dlouhá cesta nebo také Velká cesta je historický název někdejší místní komunikace na Praze 4, spojující oblast Pankráce a Braníka nejúspornější trasou cestou mimo Dvoreckou brázdu a lokalitu Skalky. V její historické trase nyní leží (od severu k jihu) ulice Na Pankráci, Na Strži, Zelený Pruh a Mezivrší. V současné době je pomístní název zachován pouze v lokalitě parku Sídliště Pankrác III mezi ulicemi Na Strži, Antala Staška, Hudečkova, Perlitová a Jeremenkova, ale také u křižovatky Jeremenkovy a Olbrachtovy ulice, neboť stejný název nesla i pracovní kolonie v této lokalitě, která v osmdesátých letech zanikla v souvislosti se stavbou sportovního areálu Oáza.

## Historie
Lokalita pankrácké pláně a obou Kavčích hor (dnešní Kavčí hora a jižně ležící hora Psár) byla z důvodu vysoké hustoty usedlostí protkána cestami a pěšinkami již od 17. století. Dlouhá cesta byla jednou z nich. Jednalo se o nejefektivnější spojnici Nuslí s Ryšánkou, Zemankou (Vinicí) a Dobeškou, kde buď klesala v údolí mezi Branickými skalami k Dominikánskému dvoru anebo se v severní části spojovala se Starou cestou a sestupovala kolem vápenných dolů do oblasti dnešní branické Jezerky. V době zvýšeného stavu vody se jednalo o jediný přístup do oblasti z centra města. 
Regulační plán z roku 1938 uvažoval vybudovat v ose Dlouhé cesty městský bulvár, který by zajistil tramvajové spojení Pankráce a nové obytné lokality na Dobešce (ve stejném roce byla prodloužena tramvajová trať z Budějovického náměstí na Ryšánku). Na prvorepublikový záměr navázala i Plánovací komise pro hlavní město Prahu a okolí v podobě uvažované vysokokapacitní komunikace Langenweg či Langenweg Straße, která by v oblasti Kavčích hor navazovala na takzvaný Vysoký most městského dálničního okruhu a odváděla dopravu do jižních poříčních částí města. 
Naposledy se záměr využití hlavní komunikace vedené v ose Dlouhé cesty objevuje v regulačním plánu z roku 1967. 

## Zánik a pozůstatky Dlouhé cesty
Význam Dlouhé cesty zanikal postupně. Nejzásadnější ztrátu způsobilo proražení Vyšehradského tunelu, který nahradil přívoz obeplouvající skálu do oblasti Podolí a Dvorců. Následné vybudování vilové čtvrti na Dobešce spolu se vznikem Zeleného pruhu (původně pásu zeleně, vedeného středem čtvrti) jako komunikace a pozdější vybudování Sídliště Pankrác II a Sídliště Pankrác III původní trasu Dlouhé cesty až na několik krátkých výjimek zcela zakrylo.
Dělnická kolonie Na Dlouhé cestě (či také Na Velké cestě) byla vyklizena koncem padesátých let a zlikvidována v průběhu sedmdesátých let stavbou severní části Perlitové ulice a sportovního areálu Oáza.
V současné době z Dlouhé cesty zbyl jen pomalu se vytrácející místní název. Jediný dochovaný pozůstatek dlouhé cesty je v okolí domu 518 v ulici Zelený pruh (který je orientován právě směrem k původní komunikaci, zatímco novější Zelený Pruh vede výrazně jižněji) a v severní části sadu U Dubu v lokalitě nazývané "Křoví". V parku Dlouhá cesta je pak možné najít patky původního elektrického vedení, které v rámci městského plánování díky ochranné zóně zajistilo volný koridor, využitelný pro stavbu uvažované nové komunikace.
O oficiální uznání nyní bojují některé místní spolky.

## Urbanistický vývoj lokality

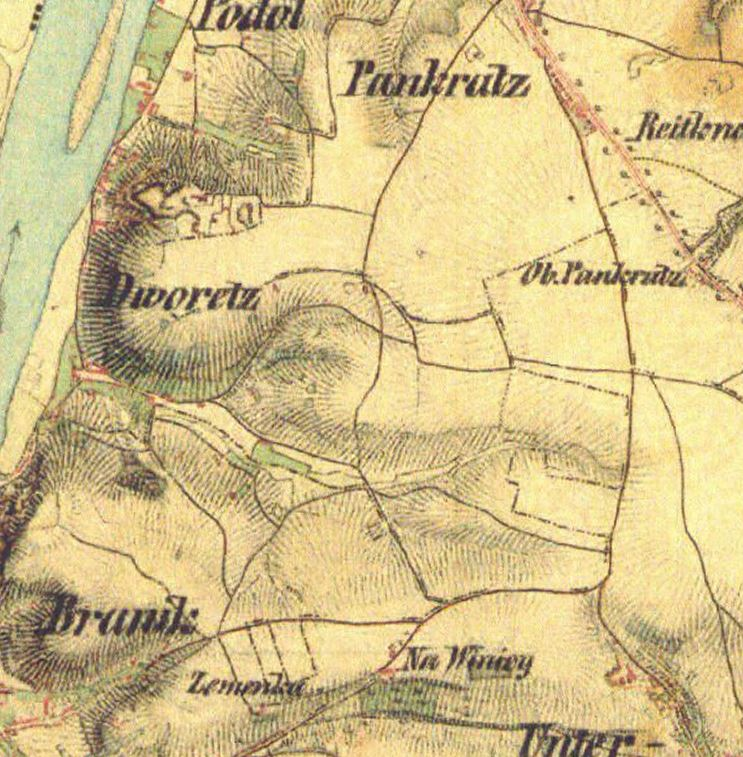
Faksimile mapy druhého vojenského mapování, zobrazující komunikace spojující Pankráckou pláň a Braník - takzvanou cestu Přes Skalku, klesající přes dvoreckou brázdu a Dlouhou cestu, vedoucí kolem dvorecké brázdy z východu.
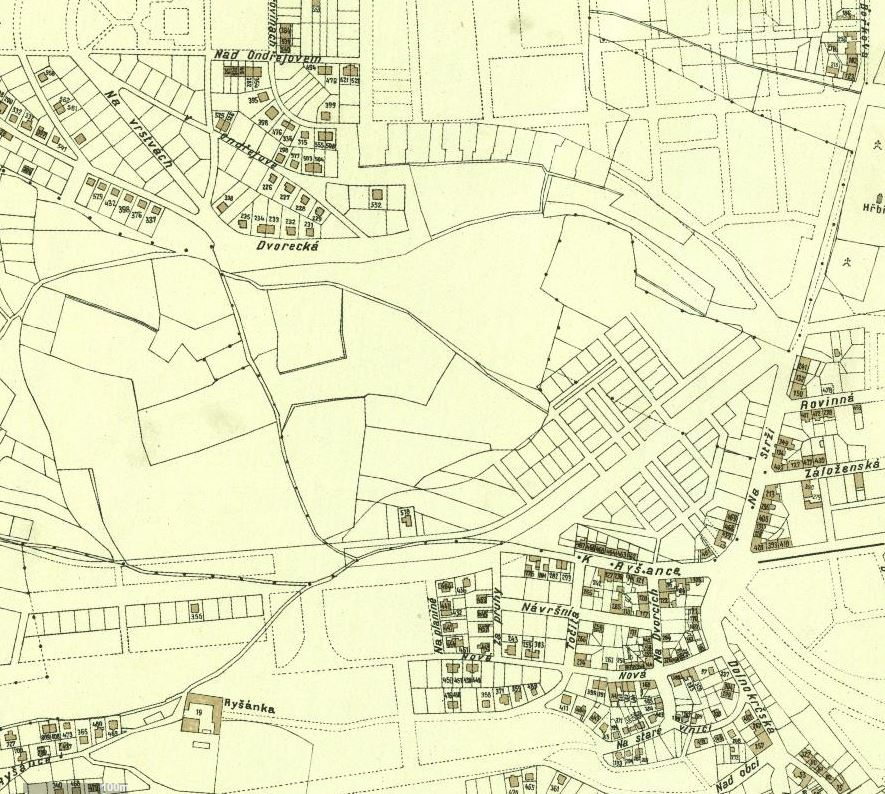
Faksimile městského regulačního plánu z roku 1938, které v detailu zobrazuje vedení nového městského bulváru s tramvajovým provozem v oblasti dnešního parku Dlouhá cesta a ulice Zelený Pruh.
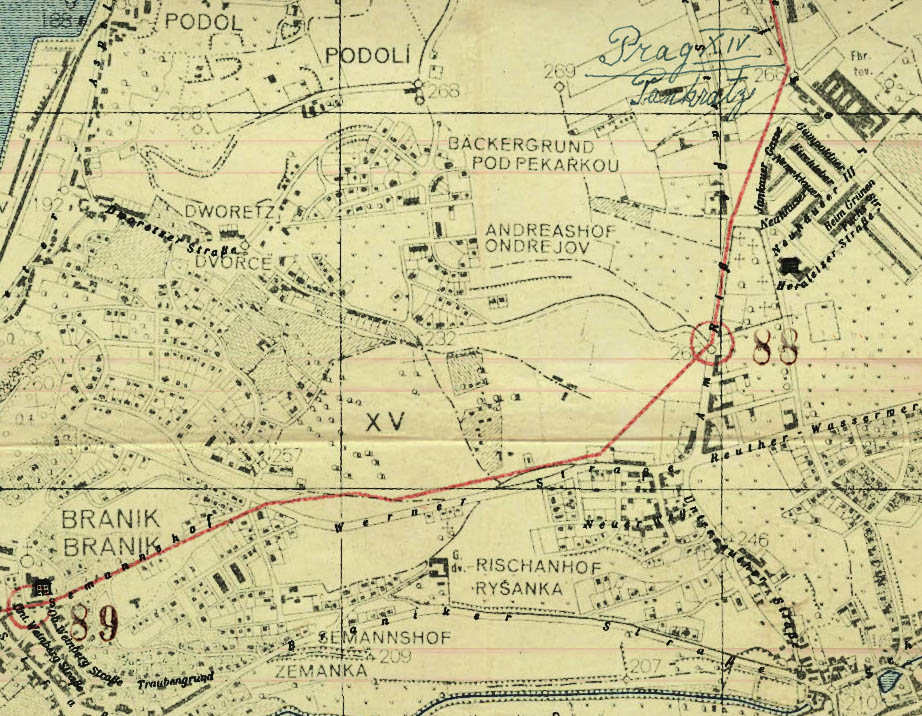
Navrhované vedení hlavního městského tahu, spojujícího křižovatku u Vysokého mostu na Pankrácké pláni a jižní čtvrti Prahy.
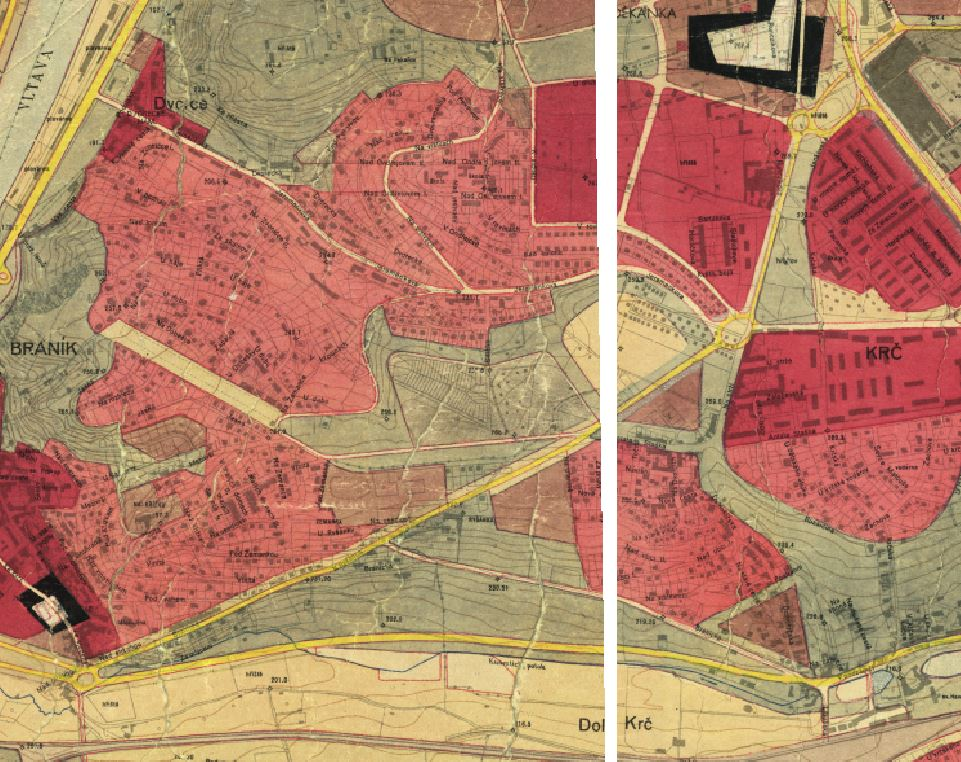
Faksimile regulačního plánu Prahy z roku 1964, který naposledy uvažuje kapacitní spojení centra města s Braníkem v trase Dlouhé cesty.